# Motor monofásico
Motor monofásico é um tipo de motor que possui apenas um conjunto de bobinas e sua alimentação é feita por uma única fase de corrente alternada. Dessa forma, este tipo de motor absorve energia elétrica de uma rede monofásica e transforma-a em energia mecânica.
Os motores monofásicos são empregados para cargas que necessitam de motores de pequena potência como, por exemplo, motores para ventiladores, frigoríficos e maquinas de furar portáteis.

## Tipos
Os motores monofásicos podem ser classificados em função do seu funcionamento, apresentando diferença entre os tipos de enrolamento e partida.

## Motor universal
Os motores do tipo universal podem funcionar tanto com corrente contínua quanto com corrente alternada, daí a origem de seu nome. Apesar de funcionar em ambos os regimes, cada motor é otimizado para um tipo de alimentação específica. Assim, ao ligar um motor universal de corrente alternada em corrente contínua, por exemplo, devido aos detalhes construtivos deste, a eficiência desenvolvida é menor, podendo haver centelhamento e a possibilidade de queima.
O motor universal é o motor monofásico cujas bobinas do estator são ligadas eletricamente ao rotor por meio de dois contatos deslizantes (escovas). Esses dois contatos, por sua vez, ligam em série o estator e o rotor.

### Observação
É possível inverter o sentido do movimento de rotação desse tipo de motor, invertendo apenas as ligações das escovas, ou seja, a bobina ligada a uma determinada escova do motor  deverá ser ligada à outra escova e vice-versa.
Os motores universais apresentam conjugado de partida elevado e tendência a disparar, mas permitem variar a velocidade quando o valor de tensão de alimentação varia.
Esse tipo de motor é o motor mais empregado e está presente em máquinas de costura, liquidificadores, enceradeiras e outros eletrodomésticos, e também em máquinas portáteis, como furadeira, lixadeira e serras.
A construção e o princípio de funcionamento do motor universal são iguais ao do motor em série de corrente contínua. Uma diferença estrutural importante é que, devido ao fato de funcionar em corrente alternada, seu circuito magnético deve preferencialmente ser fabricado com chapas de aço-silício laminado, de modo a minimizar perdas por correntes parasitas, que são induzidas pela corrente alternada nos enrolamentos. Essa preocupação é inexistente no caso de motores de corrente contínua, que apresentam um fluxo magnético constante em seu estator.
Quando o motor universal é alimentado por corrente alternada, a variação do sentido da corrente provoca variação no campo, tanto do rotor quanto do estator. Dessa forma, o conjugado continua girar no mesmo sentido inicial, não havendo inversão do sentido de rotação normal.

## Motor de Indução
Os motores de indução possuem um único enrolamento no estator. Esse enrolamento gera um campo magnético que se alterna juntamente com as alternâncias da corrente. Nesse caso, o movimento provocado não é rotativo.

### Funcionamento
Quando o rotor estiver parado, o campo magnético do estator, ao variar sua polaridade entre norte e sul, induz no rotor uma corrente induzida.
O campo gerado no rotor, devido a corrente induzida, tem polaridade oposta a do estator. Assim, a oposição dos campos exerce um conjugado na parte inferior e superior do rotor, o que tenderia girá-lo 180° de sua posição original. Como o conjugado é igual em ambas as direções, pois as forças são exercidas pelo centro do rotor e em sentidos contrários, o rotor continua parado.
Por esse motivo os motores monofásicos têm seu acionamento diferente dos motores trifásicos, vejamos os tipos de acionamentos:
- Método fase dividida: o motor é enrolado com dois enrolamentos o principal e o auxiliar, o auxiliar tem sua resistência maior que o principal, com isso os campos ficam defasados entre as bobinas e surge um campo magnético girante, levando o motor a partida. É importante salientar que o enrolamento auxiliar deve ser desligado quando o motor atinge 85% da velocidade nominal do mesmo, isso geralmente é feito através de um interruptor centrifugo-platinado que desliga o enrolamento ao atingir essa velocidade.
- Método com capacitor de partida: Também faz uso de um enrolamento auxiliar só que ligado em série com um capacitor de partida, que faz com que o atraso entre as bobinas seja maior que no método anterior, aumentando o conjugado de partida.
- Método com capacitor de partida e capacitor de marcha: nesse método, como nos outros, também se faz uso do enrolamento auxiliar, só que nesse caso o enrolamento auxiliar não é desligado. O funcionamento é o seguinte: quando o motor é ligado, os dois capacitores estão ligados em paralelo (partida e marcha). Quando o motor atinge 75% da velocidade nominal, o interruptor desliga o capacitor de partida deixando sempre o enrolamento ligado e com o capacitor de marcha ligado com ele.
- Método com capacitor permanente: nesse caso o enrolamento auxiliar (junto com um capacitor de marcha) fica ligado permanentemente, esse método é empregado principalmente em ventiladores de teto.
- Método com bobina de arrastamento: nesse método o motor não possui enrolamento auxiliar, no estator do motor se constrói duas bobinas (além da principal), geralmente com uma ou duas voltas de fio, com uma espessura razoavelmente grande, essas bobinas ficam curto-circuitadas e se localizam numa porção de cada polo do estator, com a energização do motor a bobina principal induz nessas bobinas uma corrente fazendo que elas criem um campo magnético defasado da principal e inicie o movimento do motor.